# Psapharochrus magnus
Psapharochrus magnus är en skalbaggsart som först beskrevs av Luciane Marinoni och Martins 1978.  Psapharochrus magnus ingår i släktet Psapharochrus och familjen långhorningar. Inga underarter finns listade i Catalogue of Life.